# Заслуженный работник связи Российской Федерации
Почётное звание «Заслуженный работник связи Российской Федерации» исключено из государственной наградной системы Российской Федерации.
Почётное звание «Заслуженный работник связи Российской Федерации», входило в государственную наградную систему Российской Федерации с 1996 по 2018 год.

## Основания для присвоения
Звание «Заслуженный работник связи Российской Федерации» присваивалось высокопрофессиональным работникам связи и средств массовой информации за личные заслуги:
- в развитии и совершенствовании современных средств связи, средств передачи и приёма информации, основанных на развитии и внедрении высокопроизводительного цифрового телекоммуникационного оборудования;
- в разработке и внедрении принципиально новой высокоэффективной коммуникационной техники и видов связи нового поколения, позволяющих предоставлять потребителю широкий спектр телекоммуникационных услуг;
- в улучшении качества телекоммуникационного обслуживания населения и организаций;
- в обеспечении населения и организаций своевременной и объективной информацией во всех сферах жизнедеятельности;
- в подготовке квалифицированных кадров для организаций, осуществляющих деятельность в области связи, информации, технологий и массовых коммуникаций.

Почётное звание «Заслуженный работник связи Российской Федерации» присваивается, как правило, не ранее чем через 20 лет с начала осуществления профессиональной деятельности и при наличии у представленного к награде лица отраслевых наград (поощрений) федеральных органов государственной власти или органов государственной власти субъектов Российской Федерации.

## Порядок присвоения
Почётные звания Российской Федерации присваиваются указами Президента Российской Федерации на основании представлений, внесённых ему по результатам рассмотрения ходатайства о награждении и предложения Комиссии при Президенте Российской Федерации по государственным наградам.

## История звания
Почётное звание «Заслуженный работник связи Российской Федерации» было установлено Указом Президента Российской Федерации от 30 декабря 1995 года № 1341 «Об установлении почётных званий Российской Федерации, утверждении положений о почётных званиях и описания нагрудного знака к почётным званиям Российской Федерации». Тем же указом утверждено первоначальное Положение о почётном звании, в котором говорилось:
Почётное звание «Заслуженный работник связи Российской Федерации» присваивается высокопрофессиональным работникам связи за заслуги в развитии и совершенствовании средств связи, улучшении обслуживания населения, предприятий, учреждений и организаций, разработке и внедрении принципиально новой высокоэффективной техники и технологии и работающим в области связи 15 и более лет.
В последующем Положение о почётном звании было утверждено Указом Президента Российской Федерации от 7 сентября 2010 года № 1099 «О мерах по совершенствованию государственной наградной системы Российской Федерации».
Почётное звание «Заслуженный работник связи Российской Федерации» было упразднено Указом Президента Российской Федерации от 19 июля 2018 года № 437 «О некоторых вопросах государственной наградной системы Российской Федерации» в связи с учреждением почётного звания «Заслуженный работник связи и информации Российской Федерации».

## Нагрудный знак
Нагрудный знак имеет единую для почётных званий Российской Федерации форму и изготавливается из серебра высотой 40 мм и шириной 30 мм. Он имеет форму овального венка, образуемого лавровой и дубовой ветвями. Перекрещенные внизу концы ветвей перевязаны бантом. На верхней части венка располагается Государственный герб Российской Федерации. На лицевой стороне, в центральной части, на венок наложен картуш с надписью — наименованием почётного звания.
На оборотной стороне имеется булавка для прикрепления нагрудного знака к одежде. Нагрудный знак носится на правой стороне груди.